# Núi Non Nước

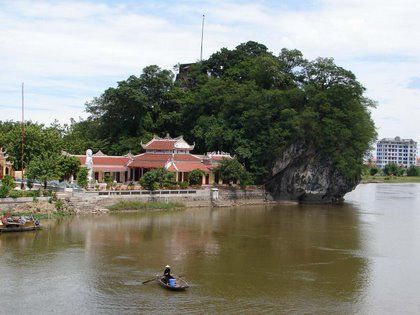
Núi chùa Non Nước bên sông Đáy nhìn từ trên cầu Ninh Bình

Núi Non Nước (tên cổ là Dục Thúy Sơn), là một danh thắng nằm ở ngã ba sông, nơi sông Vân đổ vào sông Đáy, sát với cầu Ninh Bình trên tuyến đường sắt Bắc Nam. Núi là một tiền đồn nằm ở cửa ngõ phía đông kinh đô Hoa Lư và cũng là nơi đặt thành cổ Ninh Bình dưới thời Nguyễn. Lối lên đỉnh Non Nước qua 72 bậc gạch đá, chia làm 5 cấp. Đỉnh núi tương đối bằng phẳng, cây cối xanh mát, có lầu đón gió rất thuận tiện nghỉ ngơi, giải trí cho khách tham quan. Núi Non Nước đã được xếp hạng là di tích lịch sử và thắng cảnh cấp quốc gia đặc biệt quan trọng của Việt Nam, cùng với núi Cá Voi, núi Cánh Diều và núi Kỳ Lân được mệnh danh là Tứ đại danh sơn - tức bốn ngọn núi nổi tiếng ở trung tâm thành phố Hoa Lư.
Dưới chân núi có chùa Non Nước và đền thờ danh sĩ Trương Hán Siêu. Bên núi có nhiều bài thơ được khắc họa vào đá của các thi sĩ như Trương Hán Siêu, Phạm Sư Mạnh, Nguyễn Trãi, Lê Thánh Tông, Lê Hiến Tông, Nguyễn Du, Thiệu Trị, Tự Đức, Tản Đà...

## Lịch sử và sự kiện
Xưa núi là một vọng gác tiền tiêu bảo vệ thành Hoa Lư. Đặc biệt đây là nơi chứng kiến cuộc chuyển giao chế độ quan trọng trong lịch sử đất nước: từ bến Vân Sàng dưới chân núi, hoàng thái hậu nhà Đinh Dương Vân Nga đã trao áo Long Bào và chờ đợi ngày về cho tướng quân Lê Hoàn cầm quân đánh đuổi quân xâm lược nhà Tống lần thứ nhất, mở ra chiến thắng vang dội trong lịch sử dân tộc.
Trương Hán Siêu là người có công đầu phát hiện và khai thác vẻ đẹp của núi Non Nước. Ông đặt tên núi là Dục Thúy Sơn và là người đầu tiên lưu bút tích một bài thơ cho các thi sĩ đến thưởng ngoạn, ngắm cảnh làm những bài thơ khắc vào đá. Đền thờ Trương Hán Siêu và chùa Non Nước được xây dựng bên chân núi. Khu vực này ngày nay là công viên Thúy Sơn của thành phố Ninh Bình. Sách "Đại Nam nhất thống chí" có ghi: "Phía bắc núi có động, trong động có đền thờ Tam Phủ, sườn núi có một tảng đá gần sông có khắc ba chữ "Khán Giao Đình" (Đỉnh xem giao long), phía tây nam núi có đền thờ Sơn Tinh và Thủy Tinh, trên đỉnh có chùa". Ngọn núi này đã chứng kiến dấu tích của nhiều thời kỳ lịch sử. Ngay từ thời Lý Nhân Tông, người Việt đã xây tháp Linh Tế trên núi. Trải qua mưa nắng tháp bị đổ, đến thời Trần Hiển Tông, nhà sư Trí Nhu đã xây lại tháp Linh Tế ở trên đỉnh núi, sáu năm mới xong (1337 - 1342). Trương Hán Siêu, một danh sĩ thời Trần đã có nhiều kỷ niệm với núi Non Nước. Các vua nhà Hậu Lê cũng đặt hành cung ở trên núi này để đến chơi thăm. Nhà Nguyễn cũng cho đặt tường bao quanh gọi là nữ tường, chòi Pháp, xưởng đúc súng ở trên núi...
Núi Non Nước còn là đề tài của các thi nhân xưa và nay. Hiếm có ngọn núi nào có trên 40 bài thơ văn khắc vào núi như núi Thuý và còn đến hàng trăm bài thơ vịnh cảnh của các nhà thơ qua các triều đại như các danh nhân: Trương Hán Siêu, Trần Anh Tông, Trần Minh Tông, Phạm Sư Mạnh, Nguyễn Trãi, Lê Thánh Tông, Lê Hiến Tông, Nguyễn Nghi, Nguyễn Huy Oánh, Ngô Phúc Lâm, Ngô Thì Sỹ, Phan Huy Ích, Ngô Thì Nhậm, Ninh Tốn, Nguyễn Du, Minh Mạng, Thiệu Trị, Cao Bá Quát, Bùi Văn Dị, Nguyễn Hữu Tường, Phạm Bá Huyền, Phạm Huy Toại, Nguyễn Khuyến, Phạm Văn Nghị, Tự Đức, Từ Đạm, Tản Đà,...
Hòn Non Nước nằm ở vị trí rất trọng yếu, án ngữ toàn bộ ngã ba sông Đáy, sông Vân, quốc lộ 10, đường sắt Bắc Nam và gần Quốc lộ 1. Dọc đường lên núi vẫn còn lô cốt với vết tích bom đạn thời chiến. Trên núi có tượng chiến sĩ Lương Văn Tụy.
Dưới thời Nguyễn, Núi Non Nước là một góc của Thành cổ Ninh Bình, là bức tường thành phía Bắc che chắn cho thành. Vì vậy núi còn có tên "Hộ Thành sơn".
Trong chiến dịch Quang Trung, cũng trên núi này, thượng tá Giáp Văn Khương làm nhiệm vụ đột kích đồn Hồi Hạc rồi leo lên đỉnh Non Nước mở đột phá khẩu.
Gắn với lịch sử hình thành vùng đất Ninh Bình, núi Thúy - sông Vân trở thành hình ảnh biểu tượng độc đáo đặc trưng của thành phố Ninh Bình.

## Các điểm du lịch

### Lầu đón gió

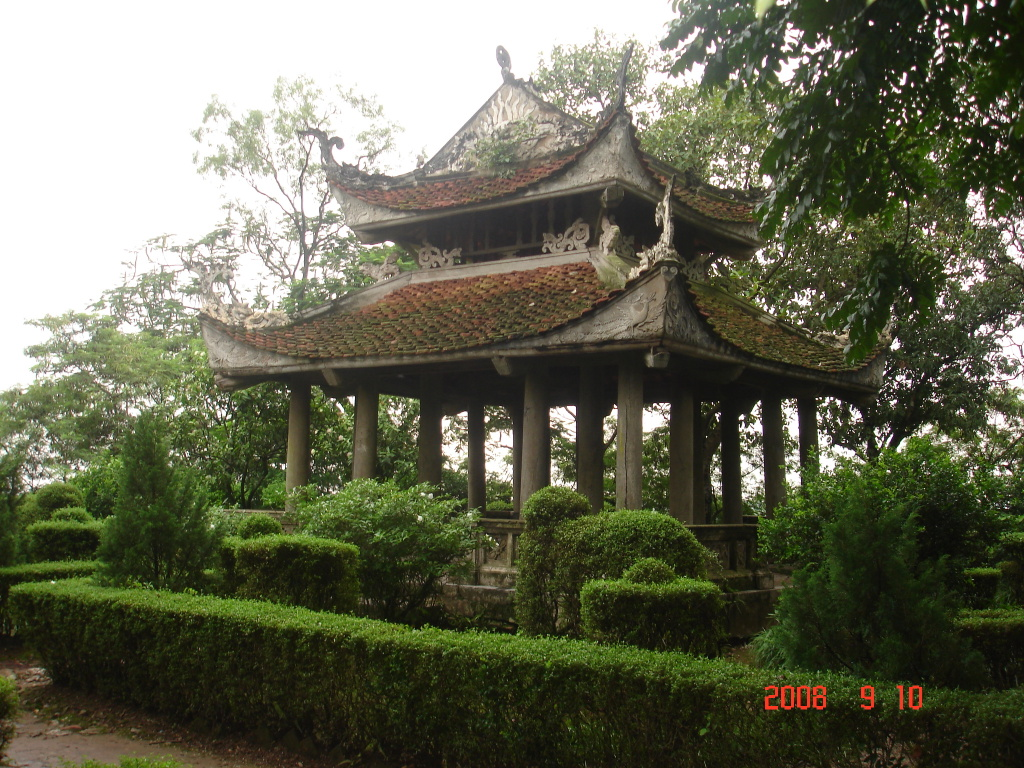
Lầu đón gió trên đỉnh núi Non Nước

Nghinh phong các (lầu đón gió) nằm giữa đỉnh núi Non Nước, được xây dựng từ thế kỷ XIV, là nơi Trương Hán Siêu cùng các tao nhân mặc khách tọa đàm ngâm thơ. Xưa trên đỉnh núi có tháp Linh Tế, được xây dựng năm 1091 thời nhà Lý, sau có bài "Linh Tế tháp ký" nổi tiếng của Trương Hán Siêu mô tả tháp này. Nhà chức trách Ninh Bình hiện đang có kế hoạch phục dựng lại tháp Linh Tế trên đỉnh núi Non Nước.

### Tượng đài Lương Văn Tụy

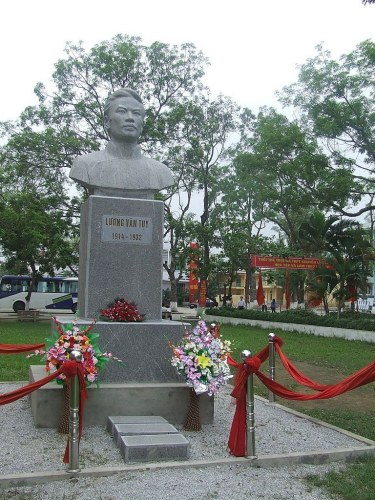
Tượng đài anh hùng Lương Văn Tụy

Anh hùng Lương Văn Tuỵ là một chiến sỹ cách mạng trẻ tuổi thời kỳ kháng chiến chống Pháp, người làng Lũ Phong, xã Quỳnh Lưu, huyện Nho Quan, tỉnh Ninh Bình. Năm 15 tuổi, Lương Văn Tụy đã bước vào hoạt động cách mạng. Năm 1929, anh được kết nạp vào một tổ chức thanh niên cộng sản ở Ninh Bình được gọi là Đội Võ trang tuyên truyền tỉnh Ninh Bình. Anh được giao nhiệm vụ làm liên lạc, in truyền đơn và các tài liệu bí mật. 
Ngày 7/11/1929, chính quyền cách mạng quyết định cắm cờ búa liềm trên núi Non Nước để khích động tinh thần đấu tranh của quần chúng và kỷ niệm cách mạng tháng Mười Nga. Lương Văn Tụy đã nhận nhiệm vụ lịch sử này. Để đánh lừa quân địch, Tụy đã nhanh trí đeo thêm 2 quả lựu đạn giả vào chân cột cờ tạo mối khiếp sợ không dám đến gần.
Sau sự kiện cắm cờ Đảng, ngày 18 tháng 11 năm 1929, trong khi đang mang mang báo "Dân cày" số 2, có in bài tường thuật, kèm theo hình minh họa lá cờ bay trên đỉnh Dục Thúy đến phát ở Yên Mô,   quân Pháp đã bắt anh đưa về nhà lao Ninh Bình giam giữ. Ngày 28 tháng 4 năm 1930, anh bị đưa ra xử ở toà thượng thẩm Hà Nội rồi bị đưa đi Côn Đảo. Năm 1932, theo chủ trương của Đảo uỷ, anh cùng một số đồng đội khác vượt biển về đất liền, bị gió to, tất cả đều hy sinh. Năm ấy anh vừa tròn 18 tuổi. 
Nhân dân Ninh Bình đã xây dựng tượng đài anh hùng Lương Văn Tụy trên đỉnh núi Non Nước. Tên tuổi của anh cũng được đặt cho một trường trung học nổi tiếng nhất Ninh Bình là Trường Trung học phổ thông chuyên Lương Văn Tụy. Anh cùng với cha mình là Lương Văn Thăng, cậu Đinh Tất Miễn đều được đặt tên cho những đường phố ở thành phố Ninh Bình.
Nhân dân Ninh Bình đã xây dựng tượng đài anh hùng Lương Văn Tụy trên đỉnh núi Non Nước.

### Đền thờ Trương Hán Siêu

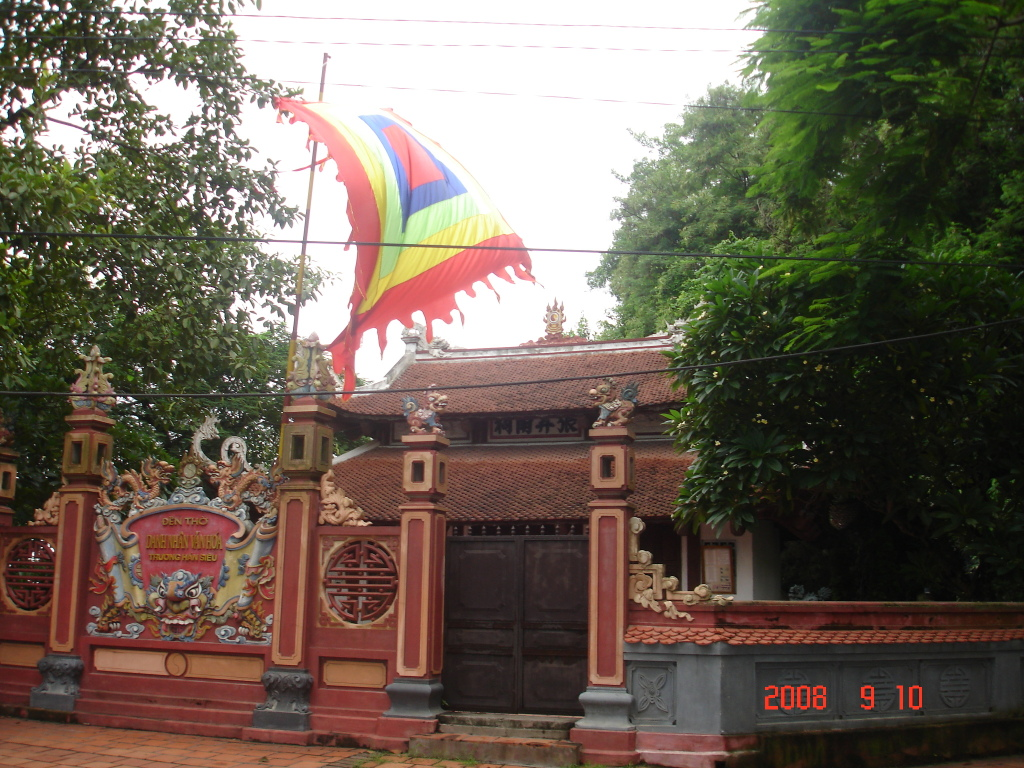
Đền thờ Trương Hán Siêu bên núi Non Nước

Trương Hán Siêu được lập đền thờ tại chân núi Non Nước thuộc công viên Dục Thúy Sơn nằm bên sông Đáy ở thành phố Ninh Bình. Ngôi đền thường là nơi trao các giải thưởng văn hóa và khuyến học ở Ninh Bình như giải thưởng Trương Hán Siêu, giải thưởng học sinh giỏi,...
Đền Trương Hán Siêu kiến trúc theo kiểu chữ đinh, gồm 3 gian Bái Đường và 2 gian Hậu cung, hai tầng mái lợp bằng ngói, các góc có các đầu đao cong lên. Trên nóc đền là hai con rồng chầu mặt nguyệt.
Mặt tiền của đền có tấm đại tự bằng chữ Hán Trương Thăng Phủ Tư. Bái đường có cửa võng, hương án và hai giá ở hai bên cắm bát bửu. Gian cuối của hậu cung có hương án và tượng Trương Hán Siêu được đúc bằng đồng. Gần đền Trương Hán Siêu là di tích lịch sử văn hoá chùa Non Nước, nằm ở phía đối diện qua núi Non Nước. Tất cả hợp lại thành một khu văn hóa, tâm linh đền - chùa - tượng đài - sông núi giữa thành phố Ninh Bình.

### Chùa Non Nước

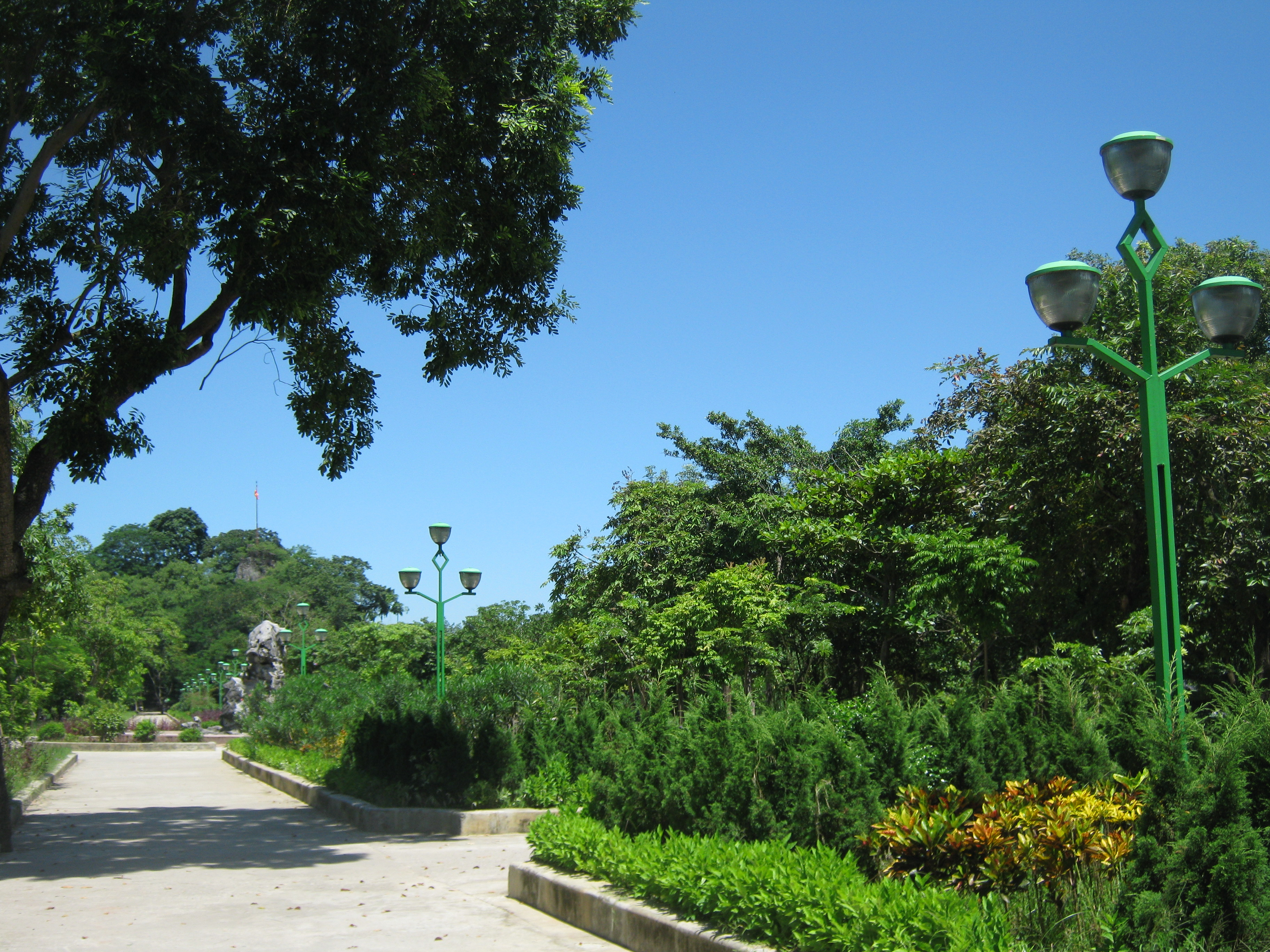
Một góc công viên núi Non Nước

Ngay dưới chân núi Non Nước là chùa Non Nước - một ngôi chùa cổ được xây dựng từ thời vua Lý Nhân Tông. Năm 2006, chùa được tu bổ.
Từ thời Lý, ngôi chùa này đã xuất hiện tháp là nơi thờ Phật. Trong tháp đặt một tượng Phật chính và một số tượng phụ. Sang thế kỷ XIII, tháp được tách ra, thành hai kiến trúc riêng: chùa và tháp. Tháp không còn là chùa mà trở thành mộ sư. Chính vì vậy, đến đời Trần, tháp Linh Tế đổ vỡ. Đến năm 1337 thời vua Trần Hiến Tông, tháp Linh Tế được khởi công xây dựng lại. Người đứng lên chủ trì việc xây dựng tháp là nhà sư Trí Nhu (người phủ Tràng An, châu Đại Hoàng - tức là người Ninh Bình). Khi đang giữ chức Tả ty Lang trung, Tả giám Nghị đại phu, Trương Hán Siêu đã viết bài "Dục Thúy sơn Linh Tế tháp ký" (Bài ký tháp Linh Tế ở núi Dục Thúy), nhân việc tháp Linh Tế xây dựng lại xong. Trong bài ký đó, Trương Hán Siêu đã cho biết tháp Linh Tế xây dựng lại cao 4 tầng: "Tháp xây 4 tầng, đêm tỏa hào quang, kẻ xa người gần đều trông thấy rõ".
Cuối thời Hậu Lê tháp Linh Tế bị đổ vỡ. Điều này đã được Phạm Đình Hồ viết trong sách "Tam thương ngẫu lục": "Sau khi vạc đổi, Cung bỏ làm trường lương Tràng An, tháp Linh Tế cũng đổ nát".
Mỗi năm chùa Non Nước đón hàng nghìn lượt khách du lịch trong nước và quốc tế về tham quan.

### Công viên Thúy Sơn

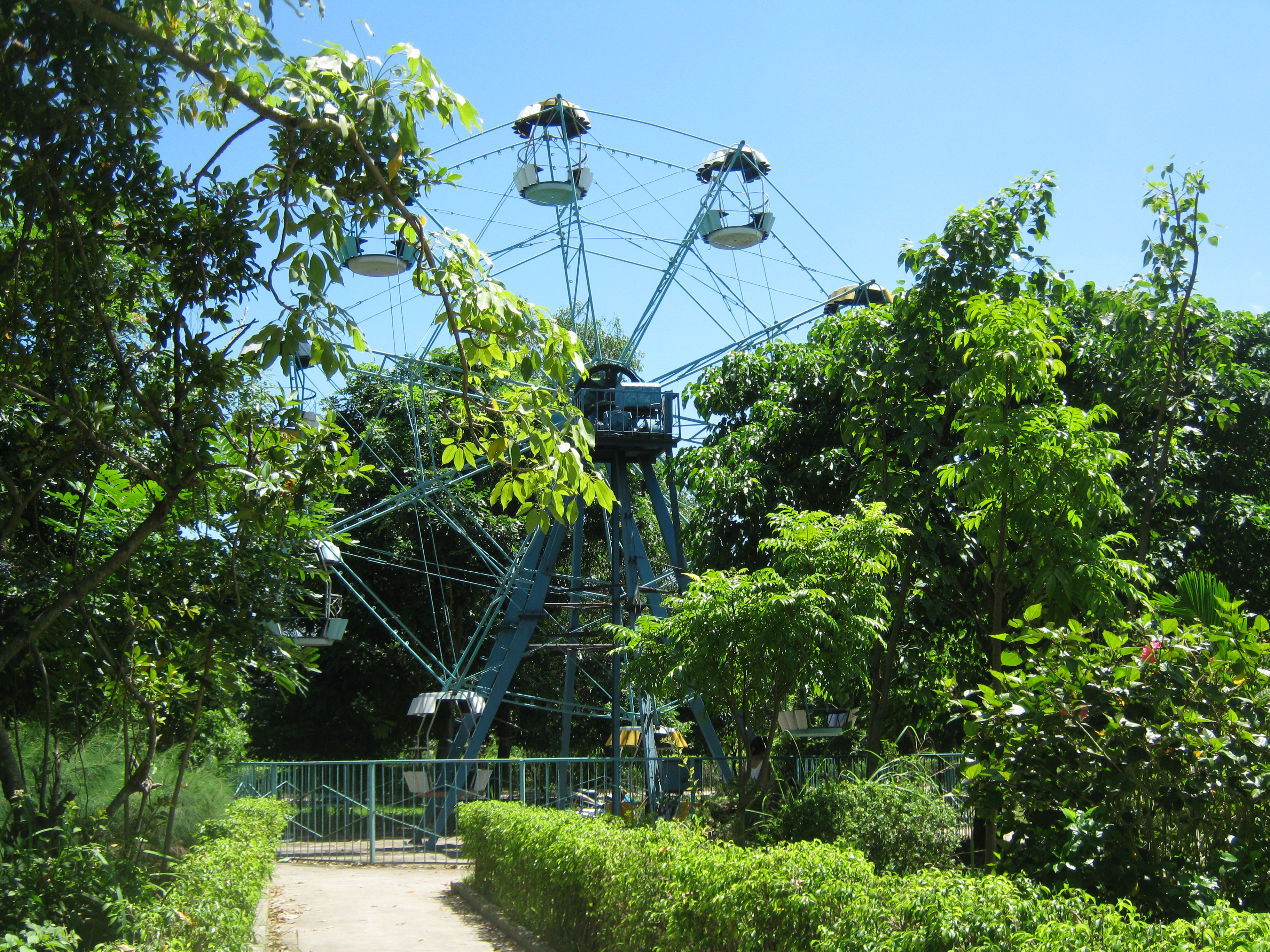
Công viên Thúy Sơn

Công viên Thúy Sơn là điểm du lịch với cây xanh, cảnh quan kết hợp dịch vụ giải trí. Đây là điểm nhấn kiến trúc, cảnh quan cho không gian thành phố Ninh Bình.

### Động Thủy Thần
Động Thủy Thần gắn liền với tích truyện con thần nước lấy chàng đánh cá. Khi công chúa con vua Thuỷ Tề đội lốt cá đi ngược dòng sông du ngoạn, bị một người thuyền chài đánh lưới bắt được. Người ấy ban đầu thả ở gầm thuyền. Con trai thường xuyên chơi với cá, cho cá ăn rồi đã thương tình thả cá xuống sông. Thế là công chúa lại được trở về thủy cung.
Nhưng từ ngày về, nàng luôn nhớ ơn, lưu luyến người con trai thuyền chài. Nàng xin phép vua cha đội lốt người, lên ở hẳn trên mặt đất để kết duyên với chàng trai kia. Bấy giờ gia đình anh chàng cũng trải qua một cuộc tang thương: người cha đã chết, thuyền bị đắm, lưới chài mất sạch. Anh chàng dùng hang Non Nước làm nơi cư trú ngày ngày câu cá sinh nhai. Nàng tìm đến cùng chàng lấy nhau. Tuy sống kham khổ nhưng hai vợ chồng yêu nhau hết mực.

## Hình ảnh

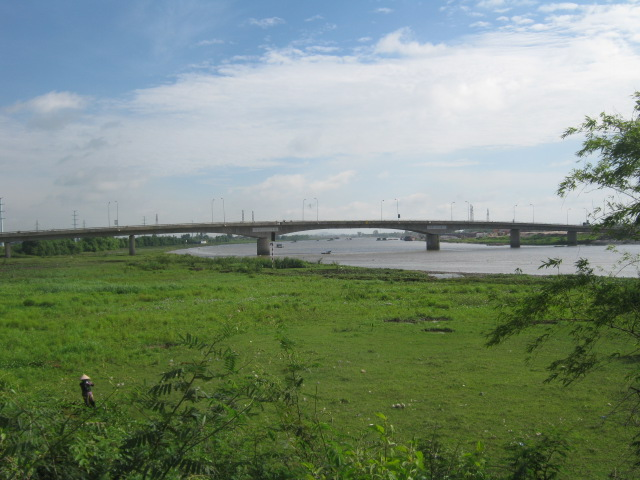
Cầu Non Nước
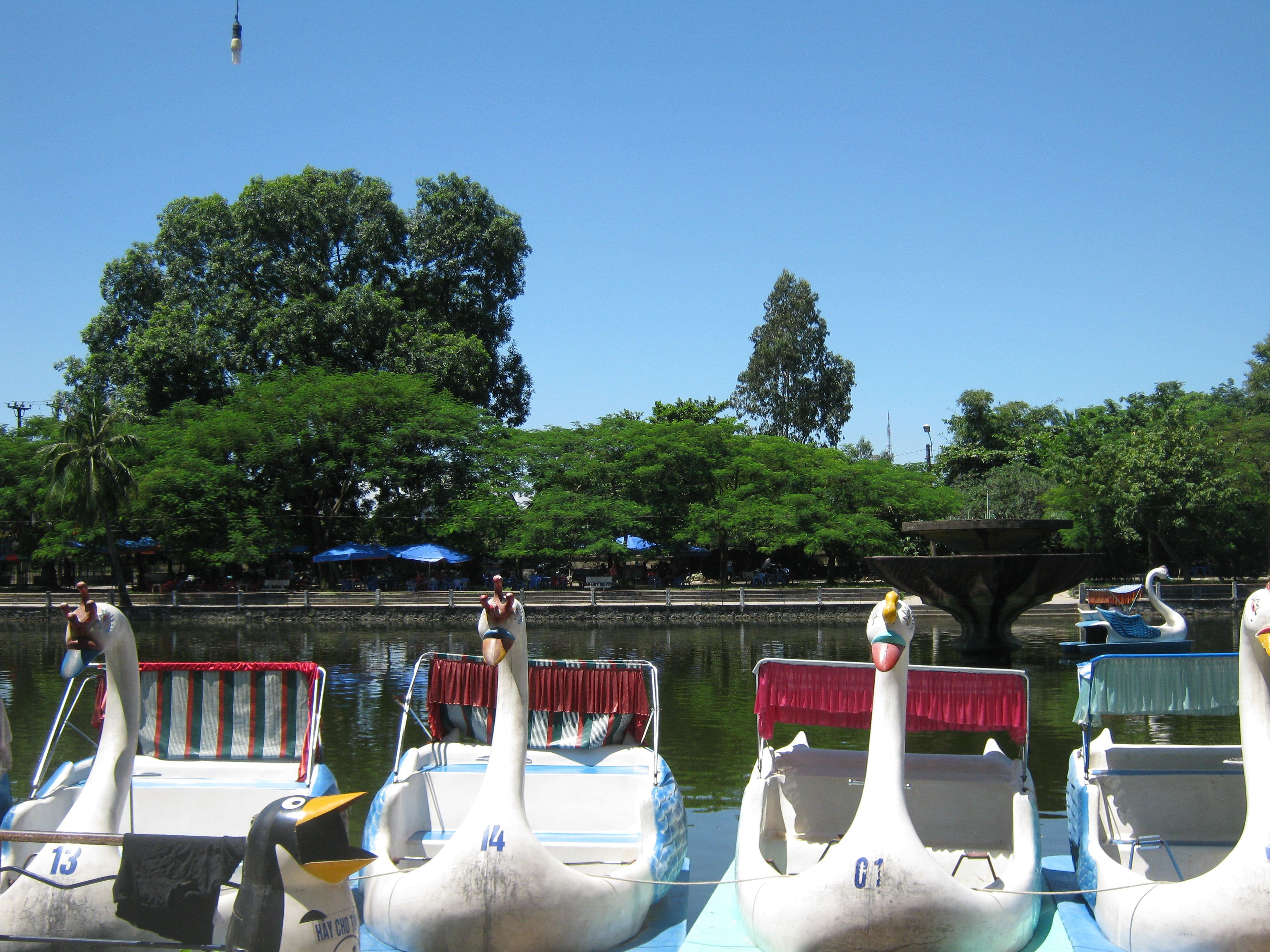
Bơi thuyền
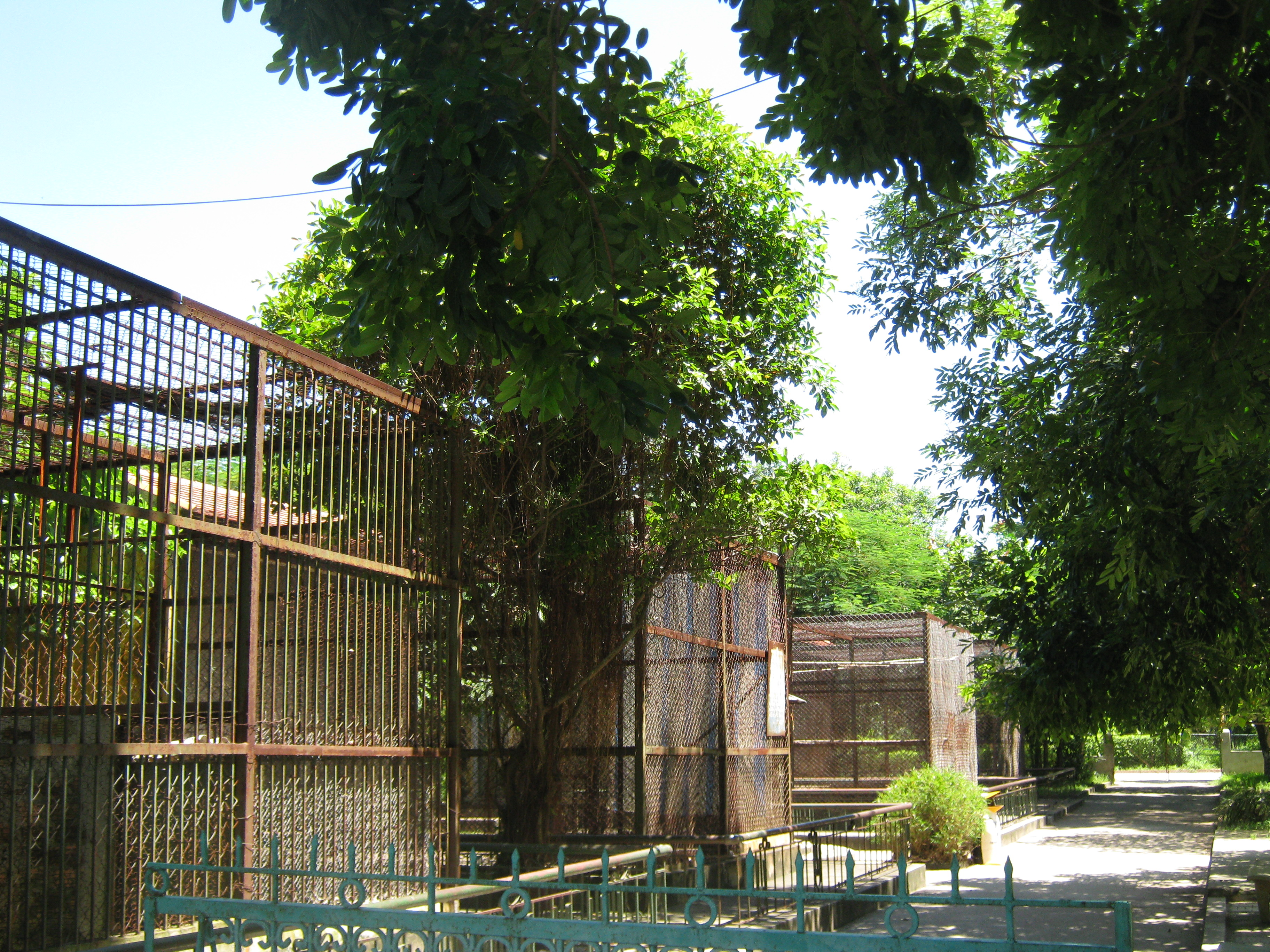
Vườn thú
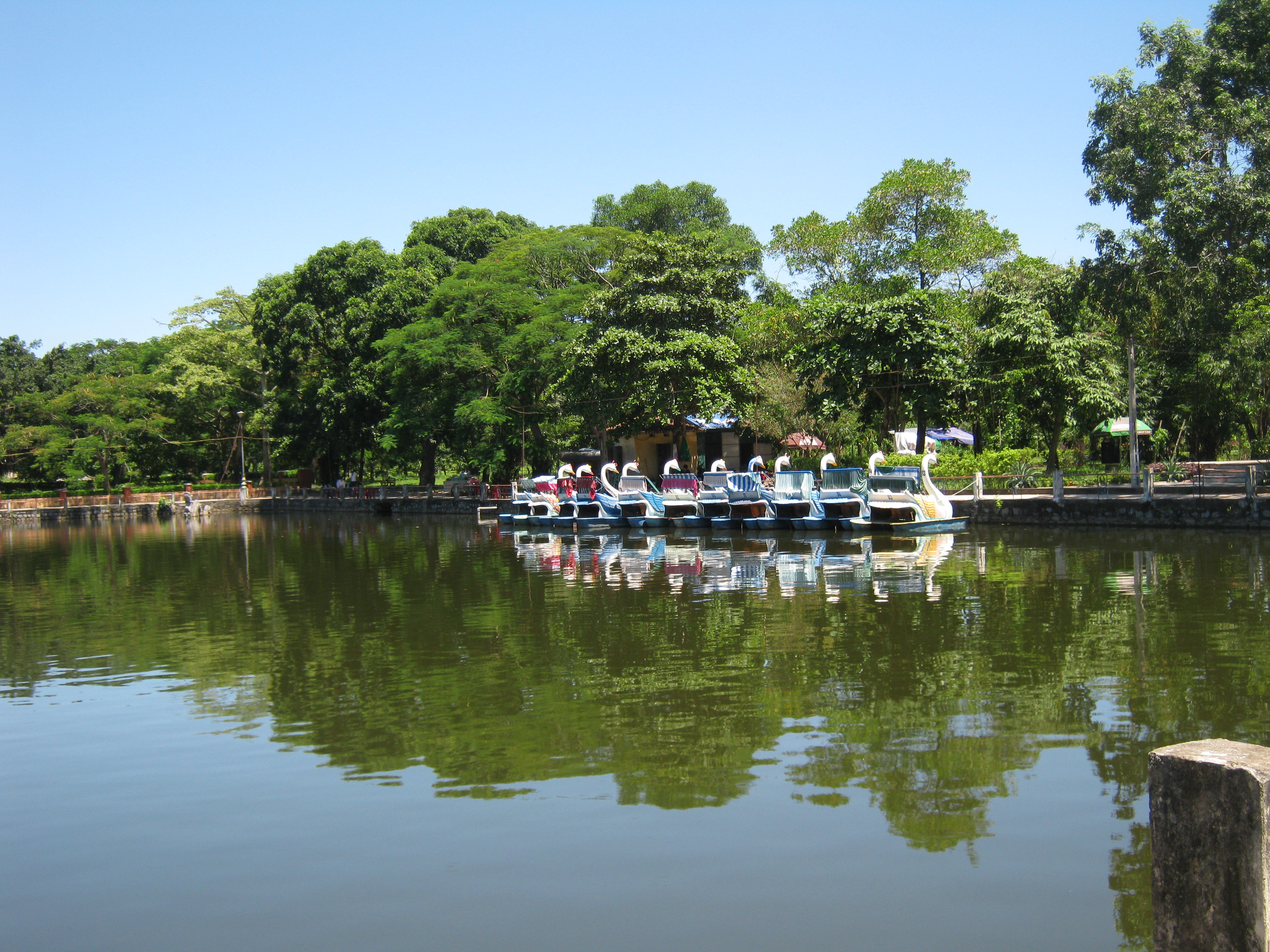
Bơi thuyền
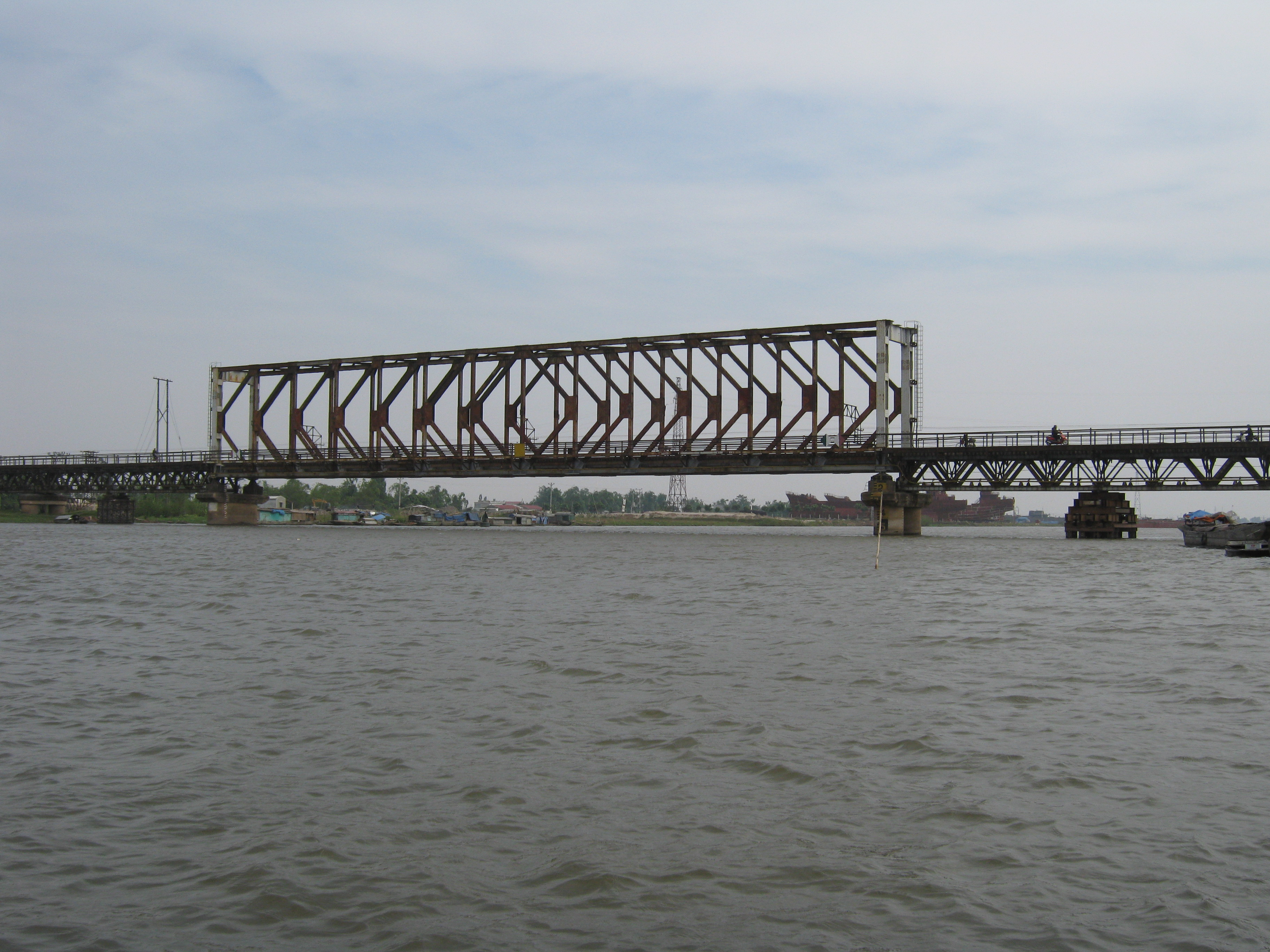
Cầu Ninh Bình nhìn từ chân núi